# Ongjin

Islas de Inchon. Ongjin-gun está formado por las islas identificadas con números.

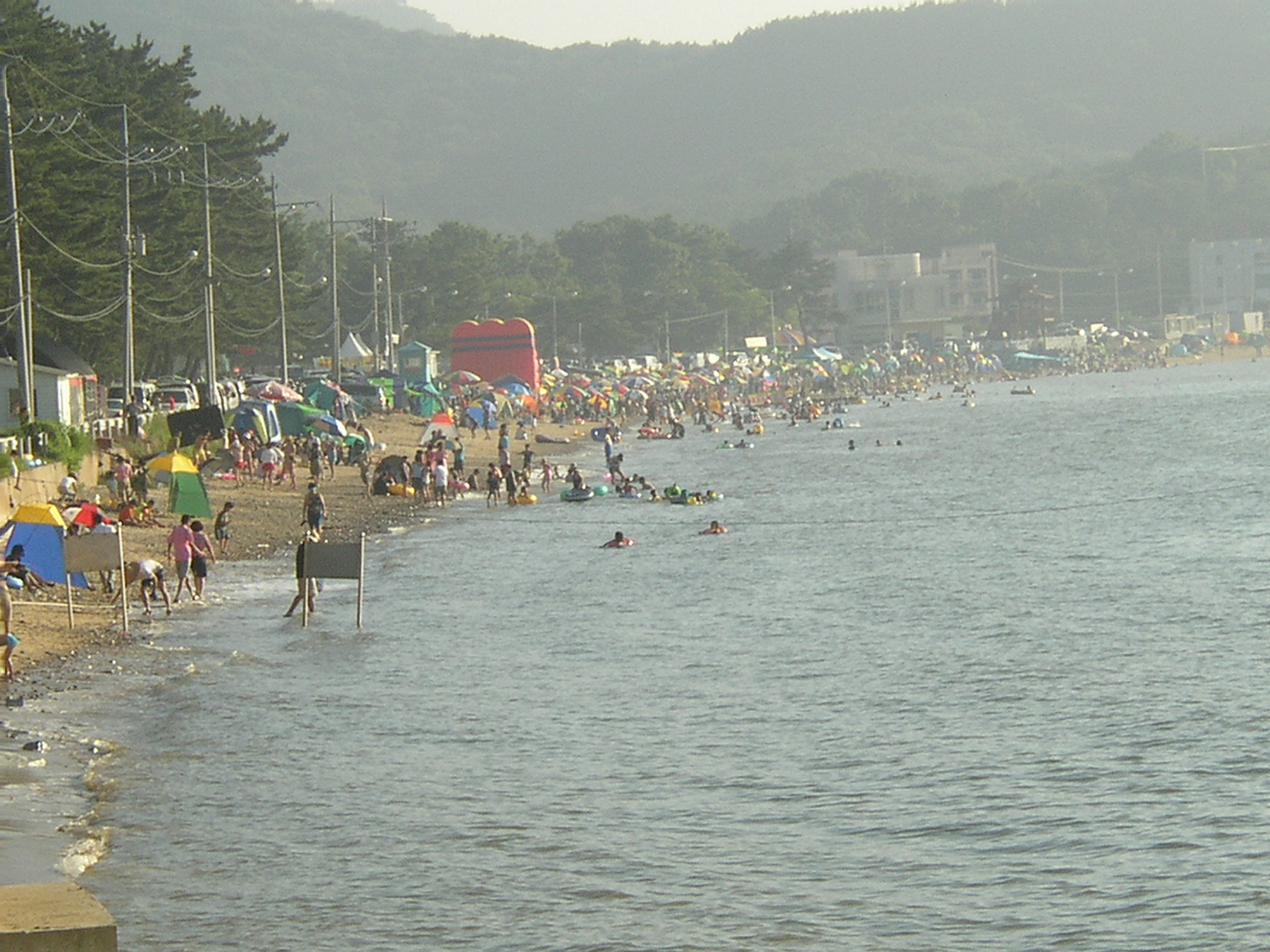
Playa de Ongjin.

Bandera

Divisiones administrativas

Ongjin (en coreano 옹진) u Ongjin-gun (옹진군) es un condado (gun) de la ciudad metropolitana de Inchon, en Corea del Sur. Está formado por varios conjuntos de islas del mar Amarillo.
Las islas Yeonpyeong, Baengnyeong, Daecheong y Socheong se encuentran muy próximas a la conflictiva frontera marítima entre Corea del Sur y Corea del Norte. Se localizan frente a la costa de la península de Ongjin, en la provincia norcoreana de Hwanghae del Sur, a una distancia considerable de la costa peninsular de Corea del Sur. En contextos históricos, estre grupo de islas es conocido como el Grupo Sir James Hall, en honor de James Hall, padre de Basil Hall, uno de los primeros exploradores occidentales de Corea.

## Historia
Una vez que formó parte del distrito de Lolang del Imperio Han antes del siglo IV, esta área se conocía como Ongcheon durante el período de los Tres Reinos. Se le otorgó el nombre que se usa actualmente, Ongjin, durante el reinado del rey Taejo de Goryeo , el fundador de la dinastía Goryeo. Luego, en 1018, durante el noveno año del reinado del rey Hyeonjong sobre Goryeo, el condado se estableció como una de las principales divisiones administrativas en el corazón del reino.

## Administración
La sede del condado de Ongjin se encuentra fuera del propio condado, en Nam-gu, Incheon. También hay un condado de Ongjin en la provincia de Hwanghae del Sur, Corea del Norte . Esta cadena de islas fue originalmente parte de la provincia de Hwanghae del Sur antes de la Partición de Corea en 1948.

## Divisiones administrativas
Ongjin-gun se divide en los siguientes distritos (myeon):
- Bukdo-myeon (북도면), incluye Sindo, Sido, y Modo.
- Yeonpyeong-myeon (연평면), en Yeonpyeong.
- Baengnyeong-myeon (백령면), en Baengnyeong.
- Daecheong-myeon (대청면), incluye Daecheong y Socheong.
- Deokjeok-myeon (덕적면), en Deokjeokdo
- Jawol-myeon (자월면).
- Yeongheung-myeon (영흥면).

## Turismo
Es difícil llegar al condado de Ongjin debido a su proximidad a Corea del Norte y su distancia de las áreas de Corea del Sur.
La costa y las islas cuentan con muchas playas de grava, algunas de las cuales (como la playa de Guridong y la playa de Gulubdo) presentan fantásticos afloramientos de piedra erosionada. También hay grandes marismas, que son un popular destino turístico.